# Pierre Fortin (économiste)
Pour les articles homonymes, voir Pierre Fortin et Fortin.
Pierre Fortin (né le 18 août 1944) est un économiste québécois.

## Biographie
Pierre Fortin a étudié au collège des Jésuites de Québec et y a obtenu le baccalauréat ès arts. Il a ensuite étudié à l'Université Laval (baccalauréat en mathématiques), à l'Université de Montréal (maîtrise en mathématiques) et à l'Université de Californie à Berkeley (doctorat en économie). Il a été le conseiller économique principal du premier ministre René Lévesque en 1984-1985. Il a été président de la Société canadienne-française de science économique (SCSE) et de la Canadian Economics Association (CEA). Il est actuellement professeur émérite au département des sciences économiques à l'Université du Québec à Montréal et vice-président de l'Institut canadien de recherches avancées.
Il est particulièrement présent dans les médias. Il est depuis 1999 chroniqueur économique au magazine L'Actualité, ce qui lui a valu la médaille d’or du National Magazine Awards Foundation (2004 et 2008) et le Grand Prix de l’Association québécoise des éditeurs de magazines (2009 et 2010). Il est souvent invité à Radio-Canada.
Bien qu'il se considère comme « de gauche », il prend parfois des positions considérées plus à droite, comme quand il a été co-signataire du manifeste Pour un Québec lucide en 2005.
Il est l'époux de Michèle Fortin, ex-VP de la télé de Radio-Canada et ex-PDG de Télé-Québec.

## Publications
Pierre Fortin a publié une dizaine de livres, quelque 60 rapports et 110 articles dans des revues et ouvrages scientifiques au Canada et à l’étranger. 
- Le petit Fortin : l'économie du Québec racontée à mon voisin, Les éditions Rogers limitée, 2013

## Honneurs
- Prix de l'Association canadienne-française pour l'avancement des sciences (ACFAS)[2].
- Médaille d'or du Gouverneur général du Canada[2].
- Membre de la Société royale du Canada[3].
- Économiste québécois le plus éminent de la décennie choisi par les membres de l'Association des économistes québécois (ASDEQ) (1995)[2].
- Prix commémoratif Douglas Purvis (attribué à l’auteur du meilleur livre ou article récent dans le domaine de la politique économique du Canada) (1997).
- Nommé à l'Académie des Grands Montréalais dans le secteur scientifique (2011)[5].